# Cisse
Cisse – wieś w Polsce położona w województwie mazowieckim, w powiecie sierpeckim, w gminie Szczutowo. Ma status sołectwa.

## Podział administracyjny
W latach 1975–1998 miejscowość administracyjnie należała do województwa płockiego.

## Demografia
Według spisu powszechnego z 1921 we wsi było 31 budynków i 184 mieszkańców, z których wszyscy deklarowali się jako osoby wyznania rzymskokatolickiego.
Według Narodowego Spisu Powszechnego (III 2011 r.) wieś liczyła 148 mieszkańców.